# Animalia Paradoxa

Animalia Paradoxa (denumire latină însemnând „animale ciudate”, „neobișnuite” sau „contradictorii”) este un taxon învechit care reunește animale mitice, legendare sau reale, dar surprinzătoare. El a fost descris de naturalistul suedez Carl Linné în primele cinci ediții ale lucrării sale Systema naturae, din 1735 până în 1747.

## Istoric

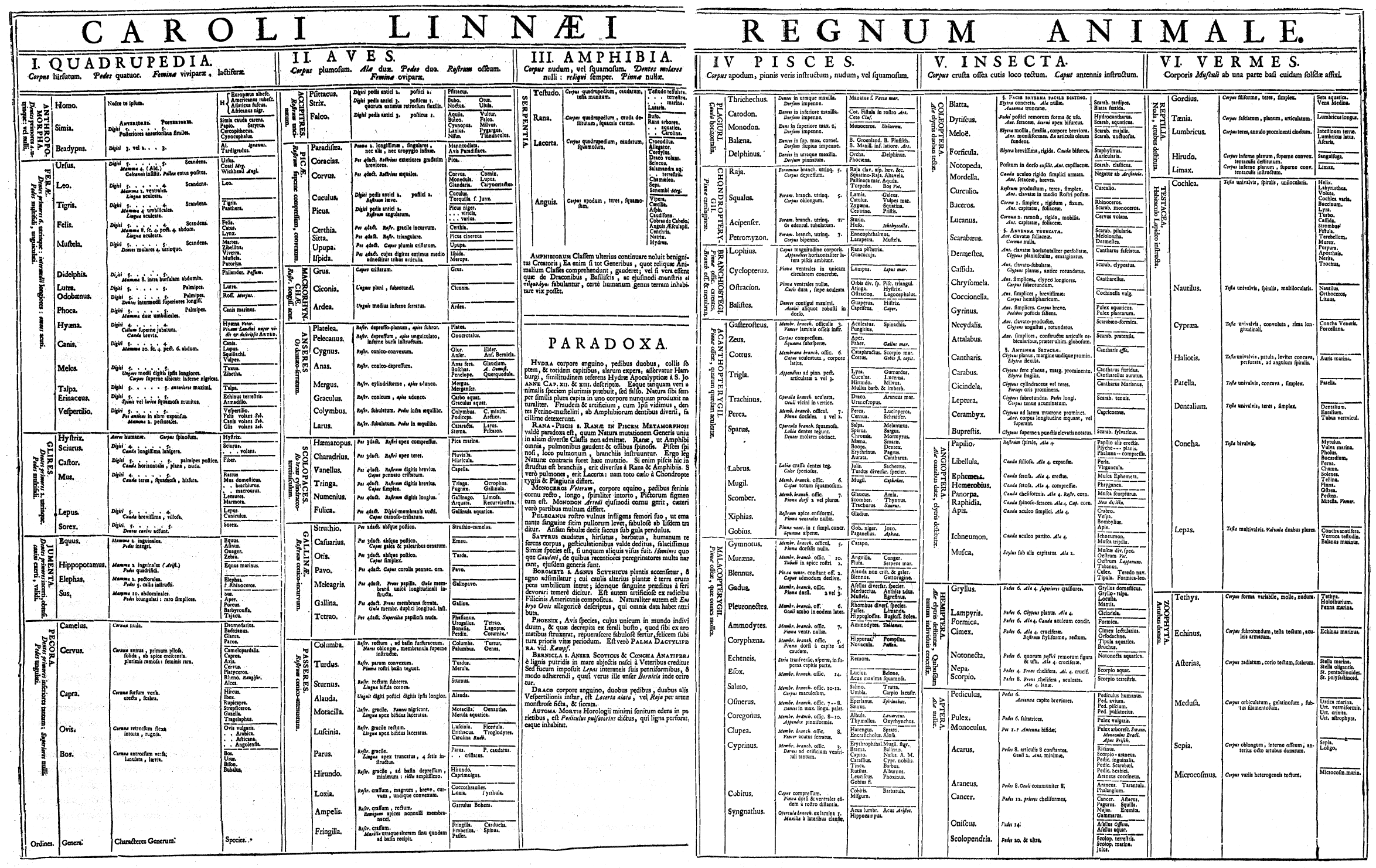
Tabloul regnului animal în prima ediție a lucrării Systema naturae

### Inventarea
În 1735, în Systema naturae, Carl Linné a inventat regnul animal (Regnum animale) unde animalele sunt împărțite în șapte clase: „Quadrupedia” (care mai târziu a devenit Mammalia), „Aves”, „Amphibia”, „Pisces”, „Insecta” , „Vermes” (viermi) și „Paradoxa”. Ultima este separată, fiind singura clasă care nu este numerotată.
Acest taxon special reunește creaturi găsite în bestiarele medievale și animale îndepărtate despre care se presupune că au fost descrise de exploratori. 
Printre acestea se regăsesc hidra, inorogul (unicornul), satirul, mielul vegetal, Pasărea Phoenix, dragonul, manticora, lamia și sirena. Există, de asemenea, animale adevărate precum narvalul, pelicanul, broasca-paradox, gâsca călugăriță, ceasul morții și antilopa.

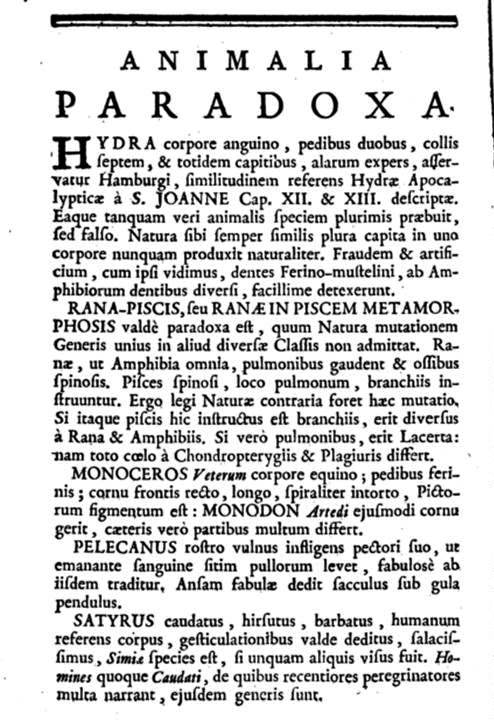
Începutul secțiunii „Animalia Paradoxa” în ediția din 1744 (Systema naturae, p. 102)

Potrivit istoricului suedez Gunnar Broberg, scopul acestei secțiuni era să ofere o explicație naturală și să demistifice lumea superstiției.  Astfel, cu privire la hidră, Linnaeus nota: „Corp de șarpe, cu două picioare, șapte gâturi și același număr de capete, fără aripi, păstrat la Hamburg, asemănător cu descrierea Hidrei din Apocalipsa Sfântului Ioan capitolele XII și XIII. Și este oferit de foarte mulți ca o adevărată specie de animal, dar în mod fals [sed falso]. Natura, întotdeauna similară cu sine însăși, nu face niciodată în mod natural mai multe capete pe un singur corp. Fraude și artificii, așa cum am văzut noi înșine [pe ea]: dinții unei nevăstuici, diferiți de dinții unui amfibian [sau reptile], sunt ușor de detectat.”

### Abandonul
Secțiunea Animalia Paradoxa a fost eliminată din sistemul de clasificare al lui Linnaeus începând cu ediția a VI-a (1748). Naturalistul suedez și-a justificat astfel opțiunea: „Am ajuns la aceste concluzii conducându-mi personal elevii în rătăcirile prin rețeaua încâlcită a naturii, pentru a-i putea îndemna să examineze și să explice natura mai degrabă decât să reitereze ideile primite de la alții... Voi face excepție de la poveștile actorilor și lătraturile câinilor în egală măsură.”
Unele nume de creaturi fabuloase au fost realocate pentru a desemna animale reale, din celelalte clase ale sistemului. Pelicanul a devenit o pasăre, hidra un celenterat, dragonul o reptilă, iar satirul un gen de maimuță. Altele au părăsit pentru totdeauna nomenclatura științifică, cum s-a întâmplat cu „Borometz”, mielul vegetal.

### Moștenirea
În 1955, zoologul Bernard Heuvelmans a creat criptozoologia. Această disciplină pseudoștiințifică constă în studiul și cercetarea animalelor a căror existență nu poate fi dovedită în mod incontestabil. Printre ele se numără animale legendare și mitice precum monstrul din Loch Ness, yeti, dahu, bigfoot, unicornul, dragonul etc. Unele au chiar și un nume binomial, ca în taxonomia lui Linné: Nessiteras rhombopteryx (monstrul din Loch Ness), Dahutus levogyrus (dahu), Champtanystropheus americanus (champ).
În 2019, ilustratorul Tim Svenonius a publicat cartea Animalia Paradoxa în care înfățișează imagini ale animalelor legendare din taxonul abandonat.

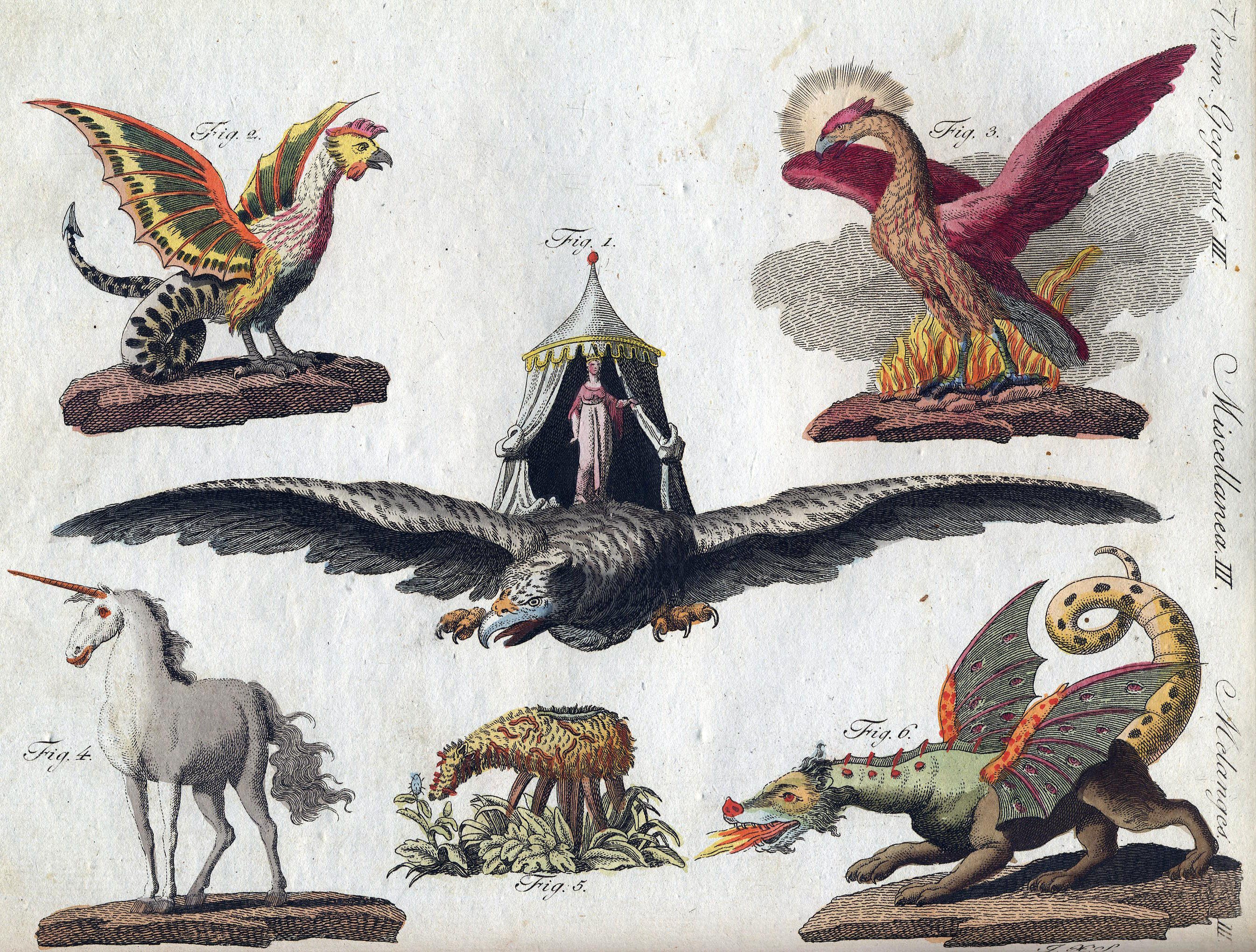
Animate fabuloase ilustrate de Friedrich Justin Bertuch (1801): 1. Pasărea Roc 2. Vasiliscul 3. Pasărea Phoenix 4. Inorogul 5. Mielul vegetal 6. Dragonul

## În ficțiune
Inspirat de tradiția paradoxografiei clasice, a Fiziologului și a bestiarelor medievale, scriitorul Jorge Luis Borges a creat o zoologie paralelă alternativă, publicată inițial sub titlul Manual de zoología fantástica (1957) și apoi dezvoltată sub titlul El libro de los seres imaginaros (1967). Cartea este concepută în maniera unei enciclopedii, care conținea inițial 82 de intrări, devenite în final 120, ordonate alfabetic și descriind fiecare câte o ființă imaginară. Lucrarea pune în aplicare concepția autorului după care imaginația creatoare, inclusiv cea poetică, are o natură combinatorică și constă în rearanjarea infinită a unor elemente arhetipale. Dar, după cum avertizează Borges în prefața primei ediții, „oricine privește la paginile prezentului manual va afla în curând că zoologia viselor este cu mult mai săracă decât zoologia Creatorului”.
În 2001, J. K. Rowling a publicat Fantastic Beasts and Where to Find Them sub pseudonimul Newt Scamander, un personaj fictiv din lumea vrăjitorilor. Cartea enumeră multe animale magice din universul seriei de romane fantastice a lui Harry Potter, în ordinea alfabetică a numelui lor popular. Acest studiu este intitulat „magizoologie” (contracție a magiei și zoologiei). Cartea lui Rowling a inspirat seria de filme Animale fantastice și unde le poți găsi (2016), Animale fantastice: Crimele lui Grindelwald (2018) și Animale fantastice: Secretele lui Dumbledore (2022).
În 2019, scriitoarea sud-africană Henrietta Rose-Innes a publicat romanul Animalia Paradoxa, al cărui titlu reproduce întocmai taxonul lui Linnaeus.